# Švedski narodni muzej
Švedski Narodni muzej je nacionalna galerija likovnih umetnosti Švedske, ki je na polotoku Blasieholmen v središču Stockholma.
Delovanje muzeja sega daleč preko meja Blasieholmena, vključno z zbirko Narodne portretne galerije v Gripshomu, muzejem porcelana Gustavsberg, več grajskimi zbirkami in Švedskim inštitutom v Parizu (Institut Tessin). Poleti 2018 se je v Östersundu odprl Narodni muzej Jamtli, da bi razstavil dele zbirke na severu Švedske.
Med dobrotniki muzeja sta bila kralj Gustav III. Švedski in Carl Gustaf Tessin. Ustanovljen je bil leta 1792 kot Kungliga Museet (Kraljevi muzej). Sedanja stavba je bila odprta leta 1866, ko se je preimenovala v Narodni muzej, in je bila med stavbami, ki so leta 1866 gostile Splošno industrijsko razstavo v Stockholmu.
Sedanja stavba, zgrajena med letoma 1844 in 1866, je bila navdihnjena s severnoitalijansko renesančno arhitekturo. Zasnoval ga je nemški arhitekt Friedrich August Stüler, ki je zasnoval tudi Neues Museum v Berlinu. Kljub relativno zaprti zunanjosti ima stavba prostorno notranjost, v kateri prevladuje veliko stopnišče, ki vodi do najvišjih galerij.
Muzej je bil leta 1961 razširjen, da bi lahko namestil muzejske delavnice, sedanja muzejska restavracija pa je bila odprta leta 1996. Stavba je bila zaradi prenove zaprta leta 2013 in ponovno odprta 13. oktobra 2018. Prenova v vrednosti 132 milijonov dolarjev je bila izvedena, da bi omogočili razstavljanje večjega dela muzejske zbirke ter zagotovili varnost, dostopnost, požarno varnost in klimatski nadzor sodobne ustanove.

## Zgodovina

### Zgodnja zgodovina muzeja
Kot pri več drugih evropskih nacionalnih galerijah tudi zgodovina Narodnega muzeja vključuje prehod lastništva od kraljeve družine k državi in posledično javno dostopne zbirke. Na Švedskem so bili temelji današnjih državnih umetniških zbirk postavljeni v 18. stoletju. Več del, vključenih v zbirko Narodnega muzeja, kot so francoske slike iz 18. stoletja, je bilo nekoč v lasti kraljice Louise Ulrike. Leta 1777 je kraljičin finančni položaj postal nevzdržen, deloma zaradi njenega ambicioznega in dragega prizadevanja za umetnost. Dolgove je poravnal njen sin, kralj Gustav III., ko se je strinjala, da se odpove svojim zbirkam in palači Drottningholm.
Kralj Gustav III. je nekaj časa umetniške zbirke hranil v enem od kril kraljeve palače, kar je kasneje povzročilo potrebo po stavbi, namenjeni zbirki.

### Gradnja muzejske stavbe
Projekt izgradnje kraljevega muzeja v Stockholmu je bil eno največjih in najrazkošnejših gradbenih del vseh časov, ki je trajalo 12 let, notranjim delom pa so bila namenjena še tri leta. Za zasnovo stavbe je bil odgovoren nemški arhitekt Friedrich August Stüler, za notranjo opremo pa švedski arhitekt Fredrik Wilhelm Scholander. Prvotno je bila stavba namenjena kot kulturni center, v katerem bi bili knjižnica, avditorij, kraljeva orožarna in zbirke garderob, medtem ko bi bile skulpture in slike razstavljene le v zgornjem nadstropju. Na koncu pa je stavba postala predvsem prizorišče za razstave vizualne umetnosti. Narodni muzej je bil odprt leta 1866 v povezavi s Splošno industrijsko razstavo v Stockholmu.
Stavba je imela tri nadstropja s fasadno oblogo iz švedskega apnenca. Morda najbolj impresivna značilnost v tistem času so bili veliki stekleni deli, ki so bili izdelani v nemški tovarni. V zgodnjih letih razstavne dvorane Narodnega muzeja niso bile ogrevane; obiskovalci so morali preprosto obdržati vrhnja oblačila. Do leta 1915 muzej ni imel stranišč, elektrika pa je bila napeljana šele leta 1931.

### Prenova v letu 2010
Leta 2009 je bil Švedski nacionalni odbor za lastnino (SFV) pooblaščen za izvedbo študije izvedljivosti za projekt prenove in obnove, skupina pa je vladi leta 2011 predstavila gradbeni program. Leta 2012 se je začelo načrtovanje projekta prenove in obnove, februarja 2013 pa je Narodni muzej začel z evakuacijo stavbe.
20. februarja 2014 je vlada pooblastila SFV za izvedbo prenove in preureditve Narodnega muzeja v popolnoma moderno muzejsko stavbo. Med prenovo je bila stavba zaprta za javnost, vendar je Narodni muzej še naprej razstavljal svojo zbirko na drugih lokacijah na Švedskem in v tujini.
Za prenovo je bilo veliko razlogov, predvsem pa zato, ker je stavba zastarela in ni več izpolnjevala zahtev glede varnosti in nadzora klime. Na primer, deli apnenca so bili poškodovani in jih je bilo treba zamenjati. Kar zadeva varnost, razdalja med balustri na vhodnem stopnišču ni ustrezala današnjim švedskim zahtevam, ki so največ 10 cm. Najpomembneje pa je, da je notranja klima postala nevzdržna za svoj namen: razstavljanje umetniških del. Danes je treba za ohranitev umetnosti upoštevati posebne standarde glede temperature in vlažnosti. Stavba teh zahtev ni izpolnjevala, zato je bilo treba v poznejših letih zapreti okna, da bi slike zaščitili pred škodljivim sončnim sevanjem. Poleg tega je prišlo do znatnih toplotnih izgub zaradi slabe izolacije strehe in oken, stavba pa ni imela ustreznega prezračevanja.
Edina arhitekturna dopolnitev sta bila dva objekta: dvigalni stolp, postavljen v južnem atriju, ki je veljal za najprimernejšo lokacijo, saj je imel najmanjši vpliv na stavbo, in servisna stavba, zasnovana v istem arhitekturnem slogu, ki je za muzejem. Eden od arhitektov, ki so sodelovali pri projektu, Erik Wikerstål iz arhitekturnega biroja Tengbom, ugotavlja, da je uporabljena tkana kovinska obloga stara tradicionalna tehnika v švedski obrti.
Muzej je 13. oktobra 2018 ponovno odprl kralj Karl XVI. Gustav Švedski v prisotnosti drugih članov kraljeve družine, ministrice za kulturo Alice Bah Kuhnke in več kot tisoč obiskovalcev. Razstavni prostor muzeja je bil razširjen in lahko zdaj sprejme dvakrat več obiskovalcev in razstavi skoraj trikrat več del kot pred prenovo. Prej zamašena okna in stropne luči so bile spremenjene, da bi ustvarile več dnevne svetlobe in razgleda na mesto. Hrupna restavracija je bila preseljena na mirnejšo lokacijo, na njenem nekdanjem mestu pa je zračno in tiho dvorišče s kipi. Muzej je ponovno dobil bogato barvno shemo, ki jo je navdihnila prvotna barvna paleta.

## Pravni okvir
Narodni muzej je v središču Stockholma, ki je v skladu z Odlokom (1998:808) uvrščen med objekte nacionalnega pomena za ohranjanje kulturne dediščine (šved. riksintresse för kulturmiljövården). Utemeljitev za vključitev središča Stockholma v ta zakon je v funkciji mesta kot upravnega in političnega središča od srednjega veka, pri čemer so v arhitekturi predstavljena vsa obdobja od takrat do danes, pa tudi v strateški geografski legi za trgovino, komunikacije in obrambo.
Od leta 1935 je Narodni muzej v skladu z Odlokom (2013:558) stavba v državni lasti, ki je uvrščena na seznam spomenikov nacionalnega pomena (šved. statligt byggnadsminne). To pomeni, da Švedski odbor za nacionalno dediščino (šved. Riksantikvarieämbetet) določa posebne zaščitne predpise za stavbe z namenom ohranitve njihovega značaja in kulturno-zgodovinske vrednosti brez popačenja. Organ, ki upravlja nepremičnino, v tem primeru Švedski odbor za nacionalno lastnino (šved. Statens Fastighetsverk), je nato odgovoren za upoštevanje teh smernic.
Vzporedno delovanje Narodnega muzeja ureja Odlok (2007:1175), ki vsebuje navodila za Narodni muzej, kar pomeni, da mora stavba omogočati dejavnosti, kot so razstave, konserviranje in raziskave.

## Zbirka
Muzejska zbirka obsega približno 500.000 risb in slik od srednjega veka do leta 1900, pomembno zbirko Rembrandta in drugih nizozemskih slikarjev iz 17. stoletja ter zbirke porcelanastih predmetov, slik, kipov in moderne umetnosti. Skupaj zbirka obsega približno 700.000 predmetov. Muzej ima tudi umetniško knjižnico, ki je odprta za javnost in akademike.
Narodni muzej ima največjo zbirko portretnih miniatur na svetu, z več kot 5200 deli. Zbirka vsebuje miniature iz številnih evropskih šol, vključno z deli Nicholasa Hilliarda, Isaaca Oliverja in Louisa-Marieja Autissierja. Pomemben del zbirke izvira od mojstra zbiratelja Carla Dahlgrena, bolj ekskluzivna dela pa je podaril Hjalmar Wicander, lastnik tovarne plutovinastih izdelkov. Wicander je daroval tudi sredstva za dodatne nakupe miniatur.

## Pomembnejša dela
- Perugino, Sveti Boštjan
- Giuseppe Arcimboldo, Odvetnik, morda Ulrich Zasius (1461-1536)
- Ludwig Refinger, Manlija Torquata boj z Galcem
- Rembrandt, Simeonova pesem hvale
- Joos de Momper, Pokrajina s padcem Ikarja
- Jacob Jordaens, Sveta družina ob svečah
- Judith Leyster, Deček igra flavto
- Marmorni doprsni kipi na dvorišču skulptur
- Antoine Watteau, Lekcija ljubezni, ok. 1716-1717
- Jean-Baptiste-Siméon Chardin, Zajec in bakreni lonec
- François Boucher, Triumf Venere
- Alexander Roslin, Gospa s tančico
- Adolf Ulrik Wertmüller, Kraljica Marija Antoaneta Francoska in dva njena otroka se sprehajajo po parku Trianon, 1785
- Gustave Courbet,Čelist (Avtoportret), 1847
- Pierre-Auguste Renoir, La grenouillère
- Anders Zorn, Gradovi v zraku, 1885
- Paul Gauguin, Polja ob morju, 1889
- Hanna Pauli, Frukostdags
- Paul Cézanne, Tihožitje z mavčnim Kupidom
- Vilhelm Hammershøi, Notranjost z gospi, ki bere, ok. 1900
- Alexander Roslin, Švedski kralj Gustav III. in njegovi bratje
- Gustaf Cederström, Prinašanje trupla kralja Karla XII.
- Johan Christian Dahl, Norveška gorska pokrajina